# Guy Saguez
Pour les articles homonymes, voir Saguez.
Guy Saguez est un auteur et un réalisateur français.

## Filmographie

### Acteur
- 2005 : Comment j'ai arrêté de Charles Senard : the desk clerk

### Réalisateur
- 1973 : Arpad le Tzigane, feuilleton télévisé
- 1981 : L'inspecteur mène l'enquête "Trois de chute" - "Marché de dupes", feuilleton télévisé
- 1986 : La Vie des Botes (TV)
- 1997 : France Europe Express (TV)
- 2001 : Le Forum des Européens (TV)
- 2003 : Le grand plongeoir (TV)
- 2007 : Duel sur la 3 (TV)

### Assistant réalisateur
- 1961 : La Fête espagnole de Jean-Jacques Vierne